# بركة تشيشولم
بركة تشيشولم، هي بركة صغيرة تقع جنوب غرب قرية تريدويل في مقاطعة ديلاوير،نيويورك. تمتد بركة تشيشولم غربًا عبر جدول غير مسمى يتدفق إلى جدول جميل بالضفة الشرقية.